# Caliaeschna microstigma
Caliaeschna microstigma (Schneider, 1845) je vrsta iz familije Aeshnidae. Srpski naziv ove vrste je Primorski plemić. Prvi put je nađena 1979. i doskoro se mislilo da je to jedini nalaz ove vrste kod nas, ali je ponovo otkrivena na krajnjem jugoistoku zemlje. Ova vrsta je izuzetno retka u našoj zemlji.

## Životni ciklus
Nakon parenja mužjak i ženka ne ostaju  tandemu i ženka sama polaže jaja. Nakon završenog razvića larvi izležu se odrasle jedinke koje ostavljaju svoju egzuviju na obalnim biljkama ili kamenju.